# Maksim Stojanac
 (novembre 2023).
La mise en forme du texte ne suit pas les recommandations de Wikipédia : il faut le « wikifier ».
Les points d'amélioration suivants sont les cas les plus fréquents. Le détail des points à revoir est peut-être précisé sur la page de discussion.
- Les titres sont pré-formatés par le logiciel. Ils ne sont ni en capitales, ni en gras.
- Le texte ne doit pas être écrit en capitales (les noms de famille non plus), ni en gras, ni en italique, ni en « petit »…
- Le gras n'est utilisé que pour surligner le titre de l'article dans l'introduction, une seule fois.
- L'italique est rarement utilisé : mots en langue étrangère, titres d'œuvres, noms de bateaux, etc.
- Les citations ne sont pas en italique mais en corps de texte normal. Elles sont entourées par des guillemets français : « et ».
- Les listes à puces sont à éviter, des paragraphes rédigés étant largement préférés. Les tableaux sont à réserver à la présentation de données structurées (résultats, etc.).
- Les appels de note de bas de page (petits chiffres en exposant, introduits par l'outil «  Source ») sont à placer entre la fin de phrase et le point final[comme ça].
- Les liens internes (vers d'autres articles de Wikipédia) sont à choisir avec parcimonie. Créez des liens vers des articles approfondissant le sujet. Les termes génériques sans rapport avec le sujet sont à éviter, ainsi que les répétitions de liens vers un même terme.
- Les liens externes sont à placer uniquement dans une section « Liens externes », à la fin de l'article. Ces liens sont à choisir avec parcimonie suivant les règles définies. Si un lien sert de source à l'article, son insertion dans le texte est à faire par les notes de bas de page.
- La présentation des références doit suivre les conventions bibliographiques. Il est recommandé d'utiliser les modèles {{Ouvrage}}, {{Chapitre}}, {{Article}}, {{Lien web}} et/ou {{Bibliographie}}. Le mode d'édition visuel peut mettre en forme automatiquement les références.
- Insérer une infobox (cadre d'informations à droite) n'est pas obligatoire pour parachever la mise en page.

Pour une aide détaillée, merci de consulter Aide:Wikification.
Si vous pensez que ces points ont été résolus, vous pouvez retirer ce bandeau et améliorer la mise en forme d'un autre article.
Maksim Stojanac, né à Anvers le 29 décembre 1997, est un chanteur, présentateur et acteur belge. Avant de se lancer dans le théâtre, la danse et le chant au sein de #LikeMe, où il interprète le rôle de Vince Dubois, il était footballeur pour les promesses de Saint-Job. Il a joué auparavant pour Anvers et plus tard pour Beerschot. Maksim a également animé The Voice Kids of Belgium en 2022, aux côtés d' An Lemmens. Son premier album « Maksim » est sorti le 6 mai 2022.
Maksim a participé à la deuxième saison du BV Darts sur VTM en 2022, qu'il a également remporté en battant Hans Van Alphen en finale.
En 2023, Maksim a remporté la première saison de Tulpen uit Antwerp avec sa version de « I feel so damn alone » de Danny de Munk sur Play4. Il a également participé à l'émission The Masked Singer, où il a été démasqué en Lion.

## Télévision
| année     | Titre                 | Rôle         | commentaires          |
| --------- | --------------------- | ------------ | --------------------- |
| 2019-2023 | #LikeMe               | Vince Dubois | Le rôle principal     |
| 2020      | #LikeMe Winterspecial | Vince Dubois | Le rôle principal     |
| 2021      | Surprise #LikeMe      | Vince Dubois | Le rôle principal     |
| 2021      | Lisa                  | Milan        | Rôle de soutien       |
| 2022      | The Voice Kids        | Lui-même     | Présentateur          |
| 2022      | BV Dart               | Lui-même     | Candidat et gagnant   |
| 2023      | Tulpen uit Antwerpen  | Lui-même     | Candidat et gagnant   |
| 2023      | The Masked Singer     | Lion         | Candidat              |
| 2023      | Radio 2 Zomerhit      | Lui-même     | Candidat et finaliste |

## Discographie

### Albums
Maksim 
| 6 mei 2022
| Universal Records
| 1 (1 wk)
| 38
| Studioalbum 
|-
|}

### Autres singles
Dat Hadden Wij Moeten Doen (feat. Emma Heesters)
Onder Invloed

## Les performances
| Date       | Endroit   | Salle                    | commentaires                                                 |
| ---------- | --------- | ------------------------ | ------------------------------------------------------------ |
| 23/06/2022 | Bruxelles | Ancienne Belgique - Club | Acte de soutien : Haris Invitée secrète : Olivia Trappeniers |
| 03/11/2022 | Anvers    | Trix                     | Acte de soutien : Haris                                      |

## Vie privée
Maksim Stojanac est né à Anvers, son père est serbe et sa mère est russe. Stojanac a étudié la gestion d'entreprise à la Karel de Grote Hogeschool.
Stojanac suivra une formation de chant au Danemark en 2024.

## CD
Après quatre saisons de #LikeMe, Maksim Stojanac se lance également en solo. Sur son premier album "Maksim", il explore immédiatement les joies, mais aussi les pièges de l'amour. Et il est ouvert et honnête à propos de sa relation passée. "Vous ne pouvez pas aimer complètement quelqu'un si vous ne montrez pas toutes les facettes de vous-même." Maksim Stojanac s'est retrouvé à écrire son premier album : « C'est normal de pleurer, même en tant que garçon ».